# 鯛狀豆娘魚
鯛狀豆娘魚(學名：Abudefduf sparoides)，為輻鰭魚綱鱸形目隆頭魚亞目雀鯛科的其中一種。分布於西印度洋區，從肯亞到南非的夸祖魯-納塔爾省、阿爾達布拉環礁、馬達加斯加、模里西斯、留尼旺等海域，深度0-6公尺，本魚體呈成橢圓形且側扁，最大的特徵在尾柄部有一黑色大斑塊，尾鰭叉形，背鰭硬棘13枚、背鰭軟條12-14枚、臀鰭硬棘2枚、臀鰭軟條11-12枚，體長可達16公分，幼魚出現在潟湖淺水域，成魚在岩石或珊瑚礁活動，通常單獨或成小群出現 ，以藻類為主食，另也會捕食甲殼類或其他無脊椎動物，可做為觀賞魚。